# 利奧納迪 (加利福尼亞州)
利奧納迪（英語：Leonardi）是位於美國加利福尼亞州埃爾多拉多縣的一個非建制地區。該地的面積和人口皆未知。

## 地理
利奧納迪的座標為38°52′55″N 120°32′11″W / 38.88194°N 120.53639°W，而該地的平均海拔高度為1419米（即4655英尺）。